# Unione Patriottica del Kurdistan
L'Unione Patriottica del Kurdistan (in lingua curda یەکێتیی نیشتمانیی کوردستان, trascritto Yeketî Niştîmanî Kurdistan) noto anche con l'acronimo UPK (o "PUK", dall'inglese "Patriotic Union of Kurdistan"), è un partito politico del Kurdistan iracheno fondato il 1º giugno 1975 da Jalal Talabani e Nawshirwan Mustafa.
Il Segretario Generale è Jalal Talabani, presidente dell'Iraq dal 2005 al 2014, quando gli succedette nella carica un altro esponente del partito, Fuad Masum.
Obiettivi dichiarati del partito sono l'autodeterminazione, i diritti umani, la democrazia e la pace per il popolo curdo del Kurdistan e dell'Iraq.

## Storia

### I dissidi nel PDK
All'interno del Partito Democratico del Kurdistan (PDK) Talabani, già leader studentesco, giornalista e dirigente della resistenza, era schierato con la fazione intellettuale e di sinistra di Ibrahim Ahmad contro quella a base tribale e conservatrice di Mulla Mustafa Barzani.
Al sesto Congresso del PDK, tenutosi nel luglio del 1964, i rappresentanti della corrente di Ahmad e Talabani furono arrestati ed esiliati in Iraq in modo da lasciare a Barzani il controllo indiscusso del Partito.

### La fondazione dell'UPK
Dopo gli Accordi di Algeri del 1975, che segnarono la sconfitta dei curdi nella rivolta del 1974-1975, il primo giugno 1975 un gruppo di intellettuali e di attivisti curdi, guidato da Jalal Talabani, annunciò da Damasco la fondazione dell'Unione Patriottica.
Il nuovo partito era una coalizione di almeno cinque diverse entità politiche, tra cui spiccavano il gruppo di Talabani, il movimento marxista indipendente "Komeley Renjderan" di Nawshirwan Mustafa e il Movimento Socialista del Kurdistan (KSM) di Ali Askari. Il loro comunicato attribuiva la sconfitta della rivolta all'inabilità della leadership curda dovuta alla sua impostazione feudale, tribale, borghese di destra, capitalista, destrorsa e arrendevole.
La nuova forza politica ricevette fin dall'inizio il sostegno della classi intellettuali urbane del Kurdistan iracheno e all'inizio degli anni 1980 evolvette per diventare più popolare e ricevere maggior supporto dalle classi rurali.

### La lotta contro il regime
L'UPK tradizionalmente ha lottato per l'indipendenza del Kurdistan Iracheno come unico rimedio all'assimilazione culturale imposta dalla dittatura ba'thista e alla condizione di discriminazione sofferta dai curdi in Iraq.
Per quasi trent'anni il braccio armato dell'UPK ha combattuto contro il regime di Saddam Hussein con propositi separatisti e, talvolta, si è scontrato con i guerriglieri del Partito Democratico del Kurdistan.
In seguito alla Guerra del Golfo e all'indebolimento militare e politico di Saddam Hussein, il Kurdistan iracheno diventò una regione autonoma de facto. In tale periodo le divergenze con il PDK si acuirono fino a sfociare in una guerra civile (1994-1998) che fu sfruttata dal dittatore iracheno per cercare di riottenere il controllo della regione. I due grandi partiti curdi furono costretti quindi alla riconciliazione per sopravvivere contro il nemico in comune.
Nella guerra in Iraq del 2003 le milizie Peshmerga dell'Unione Patriottica hanno aiutato l'avanzata degli statunitensi contro l'Esercito iracheno e sono quindi entrati nel Governo di transizione alla fine del conflitto.

## Risultati elettorali
Alle Elezioni costituenti del 30 gennaio 2005 l'UPK si unì con il PDK e altri partiti curdi nell'Alleanza Patriottica Democratica del Kurdistan che ottenne il 25,7% dei voti e 75 seggi dei 275 seggi a disposizione. Nello stesso giorno, alle elezioni legislative per il Parlamento del Kurdistan Iracheno, l'Alleanza raggiunse l'89,55% dei voti e 104 dei 111 seggi.
Il 6 aprile 2005 Jalal Talabani venne eletto presidente dell'Iraq dall'Assemblea Costituente.
Alle Elezioni Parlamentari del 15 dicembre 2005 l'Alleanza ottenne il 21,7% dei voti e 53 seggi entrando a far parte della coalizione di governo.
Nel 2006 l'Alleanza soffrì una sessione da parte di un gruppo guidato da Nawshirwan Mustafa (che fondò il Movimento per il Cambiamento) e alle successive Elezioni legislative del Kurdistan Iracheno del 25 giugno 2009 UPK e DPK si ripresentarono alle urne uniti nell'Alleanza del Kurdistan, che ottenne il 57% dei voti e 59 seggi dei 111 seggi. Alle contestuali Presidenziali venne eletto con quasi il 70% dei voti il rappresentante dell'Alleanza del Kurdistan Mas'ud Barzani.

### Elezioni parlamentari irachene del 2010
Alle elezioni parlamentari del 7 maggio 2010 l'Alleanza del Kurdistan ha ottenuto il 14,6% dei voti e 43 seggi (10 in meno rispetto a cinque anni prima).
Il 12 maggio, le quattro maggiori liste curde (Alleanza del Kurdistan, Movimento per il Cambiamento, Unione Islamica Curda e Gruppo Islamico del Kurdistan) annunciarono la formazione di un unico gruppo parlamentare. Tale gruppo, chiamato Coalizione delle Liste Curde, può contare su un blocco di 57 seggi sui 325 che formano il Parlamento.

### Elezioni irachene del 2014
In occasione delle elezioni parlamentari del 2014 il partito ha ottenuto il 6,5% dei voti e 21 seggi.